# Luční potok (přítok Teplé)
Luční potok je menší tok ve Slavkovském lese v okrese Cheb v Karlovarském kraji, levostranný přítok Teplé. Po celou délku toku protéká potok chráněnou krajinnou oblastí Slavkovský les.
Délka toku měří 4,6 km. Plocha povodí činí 7,76 km².

## Průběh toku
Pramenem potoka je odtok z malého bezpřítokového rybníčku v nadmořské výšce okolo 745 m na severozápadním svahu Služetínského vrchu (774 m) ve Slavkovském lese. Nejprve teče potok severním až severovýchodním směrem. Neobydlenou krajinou protéká okolo vesnice Číhaná pod kterou přijímá zleva drobné nepojmenované potůčky. Směr toku se mění na východní, potok podtéká silnici II/210 z Mnichova do Teplé a vzápětí železniční trať Karlovy Vary – Mariánské Lázně. Přibližně 200 m od vlakové zastávky Poutnov se vlévá do Teplé jako její levostranný přítok.